# Arctic Race of Norway 2014
L'Arctic Race of Norway 2014, 2a edició de l'Arctic Race of Norway, es disputà entre el 14 i el 17 d'agost de 2014 sobre un recorregut de 708 km repartits quatre etapes. L'inici de la cursa va tenir lloc a Hammerfest, mentre el final fou a Tromsø. La cursa formava part del calendari de l'UCI Europa Tour 2014, amb una categoria 2.1.
El vencedor final fou el neerlandès Steven Kruijswijk (Belkin Pro Cycling Team) gràcies a arribar escapat en la tercera etapa junt a Simon Špilak, vencedor de l'etapa. Els noruecs Alexander Kristoff (Team Katusha) i Lars Petter Nordhaug (Belkin Pro Cycling Team) completaren el podi. En les altres classificacions Kristoff també guanyà la classificació dels punts, August Jensen (Øster Hus-Ridley) la muntanya, Davide Villella (Cannondale) els joves i el Belkin Pro Cycling Team la classificació per equips.

## Equips
L'organització convidà a prendre part en la cursa a cinc equips World Tour, vuit equips continentals professionals i set equips continentals:
- equips World Tour: Belkin Pro Cycling Team, BMC Racing Team, Cannondale, Giant-Shimano, Team Katusha
- equips continentals professionals: Bretagne-Séché Environnement, Cofidis, IAM Cycling, MTN Qhubeka, NetApp-Endura, Topsport Vlaanderen-Baloise, Unitedhealthcare, Wanty-Groupe Gobert
- equips continentals: FixIT.no, Joker, Ringeriks-Kraft, Roubaix Lille Métropole, Sparebanken Sør, Wallonie-Bruxelles, Øster Hus-Ridley

## Etapes
| Etapa | Data       | Recorregut             |             | Km  | Vencedor d'etapa           | Líder de la general        |
| ----- | ---------- | ---------------------- | ----------- | --- | -------------------------- | -------------------------- |
| 1a    | 14 d'agost | Hammerfest - Nordkapp  | Etapa plana | 204 | Lars Petter Nordhaug (NOR) | Lars Petter Nordhaug (NOR) |
| 2a    | 15 d'agost | Honningsvåg - Alta     | Etapa plana | 207 | Alexander Kristoff (NOR)   | Lars Petter Nordhaug (NOR) |
| 3a    | 16 d'agost | Alta - Kvænangsfjellet | Etapa plana | 132 | Simon Spilak (SLO)         | Steven Kruijswijk (NED)    |
| 4a    | 17 d'agost | Tromsø - Tromsø        | Etapa plana | 165 | Alexander Kristoff (NOR)   | Steven Kruijswijk (NED)    |

## Classificació final
|    | Ciclista                   | Equip                        | Temps       |
| -- | -------------------------- | ---------------------------- | ----------- |
| 1  | Steven Kruijswijk (NED)    | Belkin Pro Cycling Team      | 17h 22' 12" |
| 2  | Alexander Kristoff (NOR)   | Team Katusha                 | + 04"       |
| 3  | Lars Petter Nordhaug (NOR) | Belkin Pro Cycling Team      | + 18"       |
| 4  | Davide Villella (ITA)      | Cannondale                   | + 19"       |
| 5  | Paul Voss (GER)            | NetApp-Endura                | + 25"       |
| 6  | Kevin Ledanois (FRA)       | Bretagne-Séché Environnement | + 29"       |
| 7  | Martin Elmiger (SUI)       | IAM Cycling                  | + 30"       |
| 8  | Loic Vliegen (BEL)         | BMC Racing Team              | + 42"       |
| 9  | Amaël Moinard (FRA)        | BMC Racing Team              | + 45"       |
| 10 | Romain Lemarchand (FRA)    | Cofidis                      | + 52"       |

## Evolució de les classificacions
| Etapa                  | Vencedor               | Classificació general | Classificació per punts | Classificació de la muntanya | Classificació dels joves | Classificació per equips |
| ---------------------- | ---------------------- | --------------------- | ----------------------- | ---------------------------- | ------------------------ | ------------------------ |
| 1                      | Lars Petter Nordhaug   | Lars Petter Nordhaug  | Lars Petter Nordhaug    | August Jensen                | Davide Villella          | Belkin Pro Cycling Team  |
| 2                      | Alexander Kristoff     | Lars Petter Nordhaug  | Lars Petter Nordhaug    | August Jensen                | Davide Villella          | Belkin Pro Cycling Team  |
| 3                      | Simon Špilak           | Steven Kruijswijk     | Alexander Kristoff      | August Jensen                | Davide Villella          | Belkin Pro Cycling Team  |
| 4                      | Alexander Kristoff     | Steven Kruijswijk     | Alexander Kristoff      | August Jensen                | Davide Villella          | Belkin Pro Cycling Team  |
| Classificacions finals | Classificacions finals | Steven Kruijswijk     | Alexander Kristoff      | August Jensen                | Davide Villella          | Belkin Pro Cycling Team  |